# Alex Dunne
Alexander Dunne (ur. 11 listopada 2005 w Offaly) – irlandzki kierowca wyścigowy, startujący w Formule 2 w sezonie 2025. Kierowca rezerwowy zespołu McLaren w Formule E.
Dunne jest członkiem akademii zespołu McLaren. Swój debiut w oficjalnej sesji Formuły 1 zaliczył 27 czerwca 2025 podczas pierwszej sesji treningowej Grand Prix Austrii jako piątkowy kierowca.

## Podsumowanie
| Legenda oznaczeń w tabelach wyników Wyświetl szablon na nowej stronie | Legenda oznaczeń w tabelach wyników Wyświetl szablon na nowej stronie                                                                     |
| Oznaczenie                                                            | Wyjaśnienie |
| --------------------------------------------------------------------- | --- |
| Złoty                                                                 | Zwycięzca lub mistrzostwo |
| Srebrny                                                               | 2. miejsce lub wicemistrzostwo |
| Brązowy                                                               | 3. miejsce lub II wicemistrzostwo |
| Zielony                                                               | Ukończył, punktował (w klasyfikacji generalnej, gdy zdobył co najmniej jeden punkt na przestrzeni sezonu, poza trzema powyższymi opcjami) |
| Niebieski                                                             | Ukończył, nie punktował (w klasyfikacji generalnej, gdy nie zdobył co najmniej jednego punktu na przestrzeni sezonu)                      |
| Czerwony                                                              | Nie zakwalifikował się (NZ) |
| Czerwony                                                              | Nie prekwalifikował się (NPK) |
| Różowy                                                                | Nie ukończył (NU) |
| Różowy                                                                | Niesklasyfikowany (NS) (w klasyfikacji generalnej, gdy nie został sklasyfikowany w żadnym wyścigu sezonu)                                 |
| Czarny                                                                | Zdyskwalifikowany (DK) |
| Czarny                                                                | Wykluczony (WYK/EX) |
| Biały                                                                 | Nie wystartował (NW) |
| Biały                                                                 | Kontuzjowany (K/INJ) |
| Biały                                                                 | Wyścig odwołany (OD/C) |
| Bez koloru                                                            | Został wycofany (WYC/WD) |
| Bez koloru                                                            | Nie przybył (NP/DNA) |
| Bez koloru                                                            | Nie brał udziału w treningach (NT/DNP) |
| Bez koloru                                                            | Nie został zgłoszony (–) |
| Pogrubienie                                                           | Start z pole position |
| Kursywa                                                               | Najszybsze okrążenie wyścigu |
| †                                                                     | Nie ukończył, ale jego rezultat został zaliczony ze względu na przejechanie więcej niż 90% dystansu wyścigu.                              |
| *                                                                     | Sezon w trakcie |
| 1/2/3                                                                 | Punktowana pozycja w sprincie |
| Lista systemów punktacji Formuły 1                                    | |

| Sezon     | Seria                        | Zespół                      | Starty             | P1                 | PP                 | NO                 | Podia              | Punkty             | Pozycja            |
| --------- | ---------------------------- | --------------------------- | ------------------ | ------------------ | ------------------ | ------------------ | ------------------ | ------------------ | ------------------ |
| 2021      | Hiszpańska Formuła 4         | Pinnacle Motorsport         | 9                  | 0                  | 1                  | 0                  | 1                  | 30                 | 16                 |
| 2021      | ADAC Formuła 4               | US Racing                   | 8                  | 0                  | 2                  | 3                  | 2                  | 76                 | 8                  |
| 2022      | Brytyjska Formuła 4          | Hitech Grand Prix           | 27                 | 11                 | 11                 | 11                 | 17                 | 412                | 1                  |
| 2022      | Formuła 4 ZEA                | Hitech Grand Prix           | 20                 | 2                  | 0                  | 1                  | 4                  | 168                | 6                  |
| 2022      | Formuła 4 ZEA – Trophy Round | Hitech Grand Prix           | 2                  | 0                  | 1                  | 0                  | 1                  | N/A                | NS                 |
| 2022      | Włoska Formuła 4             | US Racing                   | 20                 | 3                  | 1                  | 3                  | 11                 | 258                | 2                  |
| 2023      | GB3 Championship             | Hitech Grand Prix           | 23                 | 5                  | 1                  | 8                  | 7                  | 466                | 2                  |
| 2023      | Grand Prix Makau             | Hitech Pulse-Eight          | 1                  | 0                  | 0                  | 0                  | 0                  | N/A                | NU                 |
| 2024      | Formuła 3                    | MP Motorsport               | 20                 | 0                  | 0                  | 0                  | 2                  | 50                 | 14                 |
| 2024      | Grand Prix Makau             | SJM Theodore Prema Racing   | 1                  | 0                  | 0                  | 0                  | 0                  | N/A                | 6                  |
| 2024/2025 | Formuła E                    | NEOM McLaren Formula E Team | Kierowca rezerwowy | Kierowca rezerwowy | Kierowca rezerwowy | Kierowca rezerwowy | Kierowca rezerwowy | Kierowca rezerwowy | Kierowca rezerwowy |
| 2025      | Formuła 2                    | Rodin Motorsport            | 13                 | 2                  | 1                  | 3                  | 4                  | 90*                | 2*                 |

* – Sezon w trakcie.